# Legend (película de 2015)
Legend es una película de 2015 escrita y dirigida por Brian Helgeland, basada en el libro The Profession of Violence de John Pearson.Protagonizada por Tom Hardy, quien interpreta dos papeles en una misma película, en este caso interpretando a Ronnie Kray y a Reggie Kray, dos gemelos londinenses que hacen del crimen su oficio.Junto a él, la película está protagonizada por Emily Browning, David Thewlis, Christopher Eccleston, Chazz Palminteri, Paul Bettany, Colin Morgan, Tara Fitzgerald, Taron Egerton y Duffy.

## Argumento
En la década de 1960, Reggie Kray es un ex boxeador que se ha convertido en una parte importante de la clandestinidad criminal de Londres. Al comienzo de la película, su hermano gemelo Ron está encerrado en un hospital psiquiátrico por esquizofrenia paranoide. Reggie utiliza amenazas para obtener la liberación prematura de su hermano. Los gemelos unen sus esfuerzos para controlar gran parte del inframundo criminal de Londres, lo que se hace más fácil cuando el jefe de la Banda Richardson del sur de Londres (también conocida como la Banda de la Tortura) es encarcelado. Uno de sus primeros esfuerzos es hacerse con el control de un club nocturno local, utilizando la extorsión y la violencia brutal.
Reg entabla una relación con Frances, la hermana de su conductor, con quien finalmente se casa. Cuando es encarcelado por una condena penal previa, que no puede evadir, ella le hace jurar que dejará atrás su vida criminal, un juramento que nunca cumple debido al atractivo del crimen. Mientras Reg está en prisión, la inestabilidad mental y el temperamento violento de Ron provocan graves reveses económicos en el club nocturno. El club casi se ve obligado a cerrar después de que Ron ahuyenta a la mayoría de los clientes. La primera noche después de la liberación de Reg de prisión, los hermanos se pelean a puñetazos, pero logran arreglar parcialmente las cosas.
Angelo Bruno, de la familia criminal de Filadelfia, se acerca a los hermanos y, en nombre de Meyer Lansky y la mafia estadounidense, quiere involucrarlos en un acuerdo con el sindicato del crimen. Bruno acepta un trato al cincuenta por ciento con Reg para dividir las ganancias del juego clandestino de Londres a cambio de protección local por parte de los hermanos. Al principio, este sistema resulta muy lucrativo para los hermanos Kray; sin embargo, la paranoia y la inclinación hacia la violencia de Ron causan problemas a los esfuerzos de Reg por mantener el control. La volatilidad apenas disimulada de Ron lo lleva a asesinar públicamente a George Cornell, un socio de Torture Gang. Como resultado, Scotland Yard abre una investigación completa sobre los hermanos Kray.
El matrimonio de Reg con Frances se desmorona debido a su adicción al crimen. Incapaz de soportar las falsas promesas de reformas de Reg, Frances comienza a consumir medicamentos recetados ilegalmente. Después de que él la golpea y viola en un ataque de ira, ella lo abandona. Cuando Reg se acerca a ella para reconciliarse, Frances parece estar de acuerdo y planean visitar Ibiza. Pero pronto se suicida por una sobredosis de drogas, dejando a Reg abrumado por la culpa. Las actividades criminales de los gemelos continúan y Ron le paga al delincuente Jack "the Hat" McVitie para que mate a Leslie Payne, la socia de Reg, quien controla el lado legal de las operaciones de los Kray, ya que no confía en Payne. Jack solo hiere a Payne, quien luego entrega a los hermanos al detective superintendente Leonard "Nipper" Read, el jefe de la investigación. Reg se entera y apuñala brutalmente a McVitie con un cuchillo durante una fiesta organizada por Ron. El testimonio de Payne significa que Ron es arrestado y acusado del asesinato de Cornell. La escena final muestra a un escuadrón de policía derribando la puerta del apartamento de Reggie para detenerlo por el asesinato de McVitie.
Los subtítulos finales indican que ambos hermanos recibieron condenas penales por asesinato. Murieron con cinco años de diferencia, Ron de un ataque cardíaco en 1995 y Reggie de cáncer de vejiga en 2000.

## Reparto
- Tom Hardy como Ronnie Kray y Reggie Kray

Los gánsteres gemelos de Londres en la década de 1950 y 1960.
- Emily Browning como Frances Shea

Esposa de Reggie, quien conoció a Reggie a los 16 años, y quién se casó con él a los 22 en el año 1965.
- Colin Morgan como Frankie Shea

Conductor de Reggie en el Kray Firm, y hermano mayor de Frances. Es descrito como "un hombre joven y muy guapo".
- Christopher Eccleston como Leonard "Nipper" Read

Un detective causante de darle baja a los gemelos Kray.
- David Thewlis como Leslie Payne

Gerente de negocios de los gemelos Kray. Consideraba a sí mismo un hombre culto y estaba enfermo por la violencia de los gemelos.
- Taron Egerton como Edward "Mad Teddy" Smith

Un hombre gay psicópata que rumora tener relaciones con Ronnie.
- Chazz Palminteri como Angelo Bruno

La cabeza de la familia criminal de Filadelfia y amigo y asociador de negocios de Ronnie y Reggie.
- Paul Bettany como Charlie Richardson.

Uno de los criminales de la pandilla Richardson.
- Tara Fitzgerald como la Sra. Shea

- Aneurin Barnard como David Bailey

Un fotógrafo de moda de la década de 1960.
- Paul Anderson como Albert Donoghue

El recadero de Ronnie y Reggie Kray y lugarteniente de Reggie.
- Duffy como Timi Yuro

## Desarrollo
El 12 de octubre de 2014, se anunció que Brian Helgeland había escrito un guion y sería dirigir una película centrada en la vida de los notorios "Gemelos Kray" - Reginald y Ronald. Reveló además que estaría concentrado en la vida de Reggie Kray, el mayor de los dos, mientras trataba de controlar las tendencias psicopáticas de su gemelo más joven. En el Writers Guild of America, West, Helgeland habló largo del proyecto, donde se le unieron otros guionistas como Billy Ray y Scott Cooper.
Helgeland comentó haberse encontrado en Londres con el conocido socio de Krays, Freddie Foreman], diciendo: "Tomamos algo con él en su local habitual. Cuando terminamos, se levantó para irse y yo le dije, "¿Qué hay de las cuentas?" y él respondió: "no pagamos".
El 13 de mayo de 2014, Helgeland asistió al Festival de Cine de Cannes con los dueños de Working Title Films Tim Bevan y Chris Clark, y Brian Oliver el dueño de Cross Creek Pictures para hablar con los compradores potenciales de la película y mostrarles imágenes del film en las que Hardy interpreta los papeles de ambos gemelos.  La jefa de las ventas internacionales de  StudioCanal Anna Marsh dijo que aquí había mucha competencia en  La leyenda  con la respuesta de los compradores en Cannes que "fue uno de los mejores guiones" que había encontrado.

## Producción
El 18 de abril de 2014, Helgeland confirmó que dirigiría y escribiría la película, en el Reino Unido, siendo Hardy quien lideraría el elenco de actores de la película. El 23 de abril, Browning confirmó el papel femenino de Frances Shea, además lidera la nómina de actrices en esta película. Todo el reparto fue visto filmando escenas en Limehouse de Santa Ana. y en el área del molino de viento del Paseo por London Waterloo.